# باتريسيا باور
باتريسيا باور هي عالمة نفس كندية، ولدت في 27 فبراير 1957 في دافنبورت في الولايات المتحدة.